# Euphysalozercon berlesei
Famille
Genre
Espèce
Synonymes
- Antennophorus raffrayi Wasmann, 1902
- Physalozercon raffrayi (Wasmann, 1902)
- Physalozercon Berlese, 1905
- Physalozerconidae Kethley, 1977

Euphysalozercon berlesei est une espèce d'acariens mesostigmates, la seule du genre Euphysalozercon et de la famille des Euphysalozerconidae.

## Répartition
Cette espèce est endémique d'Afrique du Sud. Elle a été découverte dans les fourmilières d'Anoplolepis custodiens.

## Taxinomie
En 1902, Erich Wasmann note l'existence d'une espèce inconnue qu'il nomme Antennophorus raffrayi sans la décrire. En 1905, Antonio Berlese sur la base des spécimens de Wasmann crée le genre Physalozercon puis en 1977 John B. Kethley crée la famille des Physalozerconidae. Basés sur une espèce non décrite ces taxons ne sont pas valables, c'est pourquoi en 2008 Cheol-Min Kim a décrit cette espèce de manière formelle.

## Publication originale
- Kim, 2008 : Euphysalozerconidae, a new mesostigmatid mite family (Acari: Mesostigmata: Trigynaspida: Aenictequoidea). Acarologia (Paris), vol. 48, n. 1/2, p. 33-39.